# Церква Пресвятої Євхаристії (Озерна)
Церква Пресвятої Євхаристії в Озерній — парафія і храм греко-католицької громади Озернянського деканату Тернопільсько-Зборівської архієпархії Української греко-католицької церкви в селі Озерна Тернопільського району Тернопільської области.

## Історія церкви
В Озерній парафія молода. До її створення жителі належали до парафії с. Озерна, що розташовується за 5 км від Озерної-«Хутір», де відвідували богослужіння в храмі Пресвятої Трійці.
Парафію церкви Пресвятої Євхаристії було утворено в 1990 році. Рішення ухвалили на загальних зборах членів колгоспу, де, на прохання громади, виділили земельну ділянку під будівництво храму. Ініціатором спорудження церкви був Олексій Крик.
Будівництво храму розпочали у 1991 році. На свято Пресвятої Євхаристії отець Іван Колодій освятив наріжний камінь. Голова колгоспу Степан Волянський активно допомагав у будівництві. Храм звели у 1997 році, але роботи з його оздоблення тривають донині.
19 жовтня 1997 року храм освятив вікарій Зборівської єпархії отець Василь Івасюк. З того часу всі богослужіння проводяться у церкві. До цього вони відбувалися у дерев'яній каплиці, яка згоріла.
25 березня 2009 року відбулася візитація єпископа Василія Семенюка.
При парафії діють такі спільноти: Марійська та Вівтарна дружини, а також спільнота «Матері в молитві».
У 2012–2013 роках, з благословення отця Михайла Гуменного та за ініціативи церковного скарбника Богдана Улича, було проведено значні роботи з облаштування храму. Отець Михайло ініціював розпис церкви, який здійснюється на пожертви парафіян.
Паламар Володимир Ставничий відзначається особливою ревністю та побожністю, прислуговуючи у церкві з моменту її освячення.

## Парохи
- о. Іван Колодій (1990—2011),
- о. Михайло Гуменний (з грудня 2011).